# Francitan
El francitan (occitano: [frãsiˈtã], francés: [fʁɑ̃sitɑ̃]) es una variedad híbrida entre francés y occitano que representa de hecho el estadio intermediario, y casi final, de la asimilación lingüística de los occitanohablantes. Se considera a menudo como un dialecto regional del francés.

## Localización geográfica
Esta variedad, llamada a veces francés meridional se encuentra en todo el espacio occitano, a pesar de las diferencias y variaciones bastante importantes según las zonas. Así el habla de la zona de Marsella no suena igual que los de Toulouse, Burdeos, Limoges o Clermont-Ferrand.

## Los locutores
Esta forma de hablar, vinculada al acento dicho meridional, varía según los lugares. En Francia tener acento conlleva ciertos prejuicios que pueden resultar obstáculos serios para el ascenso social. Así el mundo de los medios de comunicación tolera el acento del sur de Francia sólo para comentar eventos deportivos, sobre todo el rugby. En la publicidad se usa esencialmente para reproducir los estereotipos propagados por la obra de Marcel Pagnol.
Manifiestamente el francitan es más frecuente en las zonas rurales y entre las generaciones mayores aunque en algunas capitales como Marsella y Toulouse, la potencia de la identidad local incita a la reivindicación del francitan.
Como otras variedades de transición hacia la nivelación lingüística de la lengua dominante, el francitan podría representar, al menos en parte, la pronunciación de las élites locales de tiempo atrás, cuando eran los únicos franceshablantes de Occitània, como por ejemplo la pronunciación de la-e final en [ə] que desapareció del francés estándar ya hace algunos siglos pero existe en occitano y en francitan.

## Características principales
No existen características generales en todo el territorio occitano aunque los rasgos más usuales del francitan son los siguientes :
- Ausencia de vocales nasales. Así: pain ('pan') se pronuncia [pɛŋ] (con una nasal más o menos marcada según el lugar) en lugar de [pɛ̃]. Este fenómeno es uno de los rasgos más acusados y estigmatizados de este francés regional y genera imitaciones burlescas de los franceses del norte como la exclamación [kɔŋ] para con! (Expresión muy usada en algunos sitios como Toulouse). En estas hablas, contrariamente al francés general se mantiene la diferencia entre brin ('hebra') y brun ('moreno') neutralizada a menudo en [bʁɛ̃] en el habla parisina.
- Pronunciación de la "e" final. Así baguette [baˈɡɛt] se pronuncia [baˈɡɛtə] (y a veces [baˈɡɛtɘ] o [baˈɡɛtø]), lo que facilita el aprendizaje de lenguas con acento móvil y la recuperación del occitano.
- Presencia de vocales abiertas en sílabas cerradas finales. Ej: Dôme ('cúpula') [ˈdɔmə] en lugar de [dom] o rose ('rosa') [ˈʁɔzə] en lugar de [ʁoz] y la ausencia de vocales abiertas en sílaba abierta. Ej: près [pʁɛ] se pronuncia [pʁe], lait [lɛ] está [le].
- Pronunciación de una "-r-" vibrante [ɾ] o [r] en lugar de [ʁ]. Este es un rasgo que ha casi desaparecido hoy excepto en el caso de personas de más de 60 años en las zonas rurales que a menudo todavía tienen el occitano como lengua materna.
- Un léxico específico (muy variable según la región). Ej: Caguer (del occitano cagar) en lugar del francés chier, péguer (del occitano pegar) en lugar del francés coller, pégous (del occitano pegós, 'pegajoso') en lugar del francés collant, s'empéguer (del occitano s'empegar, 'emborracharse') en lugar del francés se bourrer, espanter (del occitano espantar) en lugar del francés épouvanter, etc.
- Algunas palabras de origen occitano han invadido el francés en toda Francia como por ejemplo la expresión qu'es aquó? ('¿Qué es esto?') a menudo escrita quézaco? o más recientemente pichon [piˈtʃu] o pichonet [piˈtʃunɛ] ('pequeño'), boutchou ('bebé', del occitano bonchon), poutou [putu] ('beso', del ocitano poton), etc.